# 近江輿地志略
『近江輿地志略』（おうみよちしりゃく）は、江戸時代の1734年（享保19年）3月に完成した、近江国（現在の滋賀県）の自然や歴史等についてまとめた地誌。

## 概要
膳所藩主の本多康敏の命を受けて、同藩士の寒川辰清が編纂したもの。1798年（寛政10年）に藩主の本多康完により幕府に献上されるまで、成立から65年の間秘匿されていた。
近江国全域を対象とした初めての本格的な地誌で、全101巻100冊で構成される。近江国を歴史・地理的に概要をまとめ、滋賀郡から各郡の村別に名所旧跡・河川池沼・神社・寺院・古記など、実地調査を踏まえた内容を記述している。滋賀県における基本的地誌の原本資料として極めて貴重である。
2006年（平成18年）3月16日、滋賀県立琵琶湖文化館が所蔵する寒川辰清の自筆本が滋賀県指定有形文化財に指定された。

## 著者の寒川辰清
著者は寒川辰清（元禄10年〈1697年〉 - 元文4年〈1739年〉）。京都油小路出水の中邦氏の次男として生まれ、膳所藩士、寒川辰成家に婿入りし辰清と改名した。
享保4年に本多康命の代に「近江国志」の編纂を命じられたが、非学と多病を理由に固辞し、代わりに向坂長英に編纂が命じられたがほどなく亡くなった。康命が亡くなった後、康敏から再度編纂を命じられ、1734年（享保19年）に完成した。その後、1738年（元文3年）に中傷により藩を追われることになり、大阪の唐金家に身を寄せたが、翌年に病で憤死した。なお、辰清は1729年（享保14年）に「本朝四民本伝」、1731年（享保16年）に「武射必用」も著している。

## 内容
- 序・凡例（初巻）
- 引用書、総目録（巻之一）
- 建置沿革（巻之二）、藩封（巻之三）
- 行程（巻之四）、湖水（巻之五）
- 志賀郡（巻之六～三十八）
- 栗太郡（巻之三十九～四十八）
- 甲賀郡（巻之四十九～五十三）
- 蒲生郡（巻之五十四～六十五）
- 野洲郡（巻之六十六～六十九）
- 神崎郡（巻之七十～七十一）
- 愛智郡（巻之七十二～七十三）
- 犬上郡（巻之七十四～七十六）
- 坂田郡（巻之七十七～八十三）
- 浅井郡（巻之八十四～八十七）
- 伊香郡（巻之八十八～九十一）
- 高島郡（巻之九十二～九十四）
- 人物（巻之九十五～九十六）
- 土産・跋（巻之九十七～百）